# 赤道ギニア・テレビ
赤道ギニア・テレビ（西語：Televisión de Guinea Ecuatorial 、略称：TVGE）は赤道ギニアにおける国営のテレビチャンネルである。組織的には国営メディア網「赤道ギニア・ラジオテレビ」（Radio Televisión de Guinea Ecuatorial (RTVGE)）の一部である。
基本的に赤道ギニア情報報道放送省が費用の負担をしている公共放送で、おおよそ政府に賛同的な放送内容となっている。
放送が国土をカバーするよう、本部は首都マラボに置かれている。アフリカ放送連合（AUB）に加盟している。

## 沿革
1968年7月20日にスペイン放送協会のテレビシオン・エスパニョーラ（TVE）の地域拠点局として開局、赤道ギニア人民に向けたスペインのフランシスコ・フランコ総統の開局演説から開始された。スペイン情報相のフラガ大臣も参加した。
赤道ギニア独立後は、この放送チャンネルはまだスペイン放送協会下にあったため、新政権は放送内容を人種差別的だとし対立が起こる。1969年のスペインと赤道ギニアの外交危機により状況がさらに悪化し、新政権はスペインに対し全ての施設の寄付もしくは財政的な寄付（約200万ペセタ）を要求するも、スペインはこれを拒否。そのため初代大統領フランシスコ・マシアス・ンゲマは帝国主義的プロパガンダとして娯楽文化番組などマドリッドからの放送コンテンツを禁止した。一方、TVE制作の地域ニュースは赤道ギニア内国省によって厳しく検閲した。
TVEは最終的にこの国の放送を行なっていた地域拠点を閉鎖。間も無く「赤道ギニア国営テレビ」（Televisión Nacional de Guinea Ecuatorial）として放送開始、1973年まで放送を続けた。マシアス政権による独裁時代には、大統領の遊説や会議を放送。スペイン人技術者追放後は、大統領は放送の継続のためキューバ人技術者に援助を求めたが放送機能の修復はできずであった。
TVGEの放送はテオドロ・オビアン・ンゲマによるクーデターによる政権交代の起こる1979年まで開始されなかった。クーデター後は放送再開にスペイン放送協会も協力した。
2009年にTVGEはスペインと中国によって放送スタッフの研修、本部建設への投資、放送品質向上のため機材購入を行う国際協力合意について、放送内で虚偽があったとして政府から非難された。一方、野党からは政府寄りだとの批判も受けた。